# 八尾市の地名
本項八尾市の地名（やおしのちめい）では、大阪府八尾市における町名や大字名を中心に、本市成立以来の地名の変遷について記述する。

## 現行行政町名
まず市内の現行の町字名を五十音順に列挙する。

### あ行
- 相生町1 - 4丁目
- 青山町1 - 5丁目
- 曙川東1 - 8丁目
- 曙町1 - 4丁目
- 明美町1 - 2丁目
- 旭ケ丘1 - 5丁目
- 跡部北の町1 - 3丁目
- 跡部本町1 - 4丁目
- 跡部南の町1 - 2丁目
- 泉町1 - 3丁目
- 植松町1 - 8丁目
- 老原1 - 9丁目
- 大窪
- 太田1 - 9丁目
- 大竹1 - 8丁目
- 太田新町1 - 9丁目
- 刑部
- 刑部1 - 4丁目
- 恩智
- 恩智北町1 - 4丁目
- 恩智中町1 - 5丁目
- 恩智南町1 - 5丁目

### か行
- 垣内
- 垣内1 - 6丁目
- 楽音寺
- 楽音寺1 - 7丁目
- 柏村町1 - 4丁目
- 春日町1 - 4丁目
- 桂町1 - 6丁目
- 上尾町1 - 9丁目
- 上之島町北1 - 6丁目
- 上之島町南1 - 7丁目
- 亀井町1 - 4丁目
- 萱振町1 - 7丁目
- 北亀井町1 - 3丁目
- 北木の本1 - 5丁目
- 北久宝寺1 - 3丁目
- 北本町1 - 4丁目
- 木の本1 - 3丁目
- 木本
- 久宝園1 - 3丁目
- 久宝寺1 - 6丁目
- 教興寺
- 教興寺1 - 7丁目
- 空港1 - 2丁目
- 楠根町1 - 5丁目
- 黒谷
- 黒谷1 - 6丁目
- 神立
- 神立1 - 6丁目
- 光南町1 - 2丁目
- 郡川
- 郡川1 - 6丁目
- 小阪合町1 - 4丁目
- 小畑町1 - 4丁目

### さ行
- 幸町1 - 6丁目
- 栄町1 - 2丁目
- 桜ケ丘1 - 4丁目
- 佐堂町1 - 3丁目
- 志紀町1 - 3丁目
- 志紀町西1 - 4丁目
- 志紀町南1 - 4丁目
- 渋川町1 - 7丁目
- 清水町1 - 2丁目
- 神宮寺
- 神宮寺1 - 5丁目
- 新家町1 - 8丁目
- 神武町
- 末広町1 - 5丁目
- 荘内町1 - 2丁目

### た行
- 太子堂1 - 5丁目
- 田井中1 - 4丁目
- 高砂町1 - 5丁目
- 高町
- 高美町1 - 7丁目
- 高安町北1 - 7丁目
- 高安町南1 - 7丁目
- 竹渕1 - 5丁目
- 竹渕西1 - 5丁目
- 竹渕東1 - 4丁目
- 千塚
- 千塚1 - 3丁目
- 堤町1 - 3丁目
- 天王寺屋1 - 7丁目

### な行
- 長池町1 - 5丁目
- 中田1 - 5丁目
- 永畑町1 - 3丁目
- 西木の本1 - 4丁目
- 西久宝寺
- 西高安町1 - 5丁目
- 西山本町1 - 7丁目
- 西弓削1 - 3丁目
- 沼1 - 4丁目

### は行
- 服部川
- 服部川1 - 9丁目
- 東老原1 - 2丁目
- 東久宝寺1 - 3丁目
- 東太子1 - 2丁目
- 東本町1 - 5丁目
- 東町1 - 6丁目
- 東山本新町1 - 9丁目
- 東山本町1 - 9丁目
- 東弓削
- 東弓削1 - 3丁目
- 光町1 - 2丁目
- 福栄町1 - 4丁目
- 福万寺町1 - 8丁目
- 福万寺町北1 - 6丁目
- 福万寺町南1 - 6丁目
- 二俣1 - 3丁目
- 本町1 - 7丁目

### ま行
- 松山町1 - 2丁目
- 水越1 - 8丁目
- 美園町1 - 4丁目
- 緑ケ丘1 - 5丁目
- 南植松町1 - 5丁目
- 南亀井町1 - 5丁目
- 南木の本1 - 9丁目
- 南久宝寺1 - 3丁目
- 南小阪合町1 - 5丁目
- 南太子堂1 - 6丁目
- 南本町1 - 9丁目
- 都塚
- 都塚1 - 4丁目
- 都塚北1 - 2丁目
- 都塚南1 - 2丁目
- 宮町1 - 6丁目

### や行
- 八尾木1 - 6丁目
- 八尾木北1 - 6丁目
- 八尾木東1 - 3丁目
- 安中町1 - 9丁目
- 山賀町1 - 6丁目
- 山城町1 - 5丁目
- 山畑
- 山本高安町1 - 2丁目
- 山本町1 - 5丁目
- 山本町北1 - 8丁目
- 山本町南1 - 8丁目
- 弓削町南1 - 3丁目
- 弓削町1 - 3丁目
- 陽光園1 - 2丁目
- 八尾木

### ら・わ行
- 龍華町1 - 2丁目
- 若草町
- 若林町1 - 3丁目

## 町字名の変遷
八尾市は1948年（昭和23年）、大阪府中河内郡龍華町・八尾町・久宝寺村・大正村・西郡村と合併することにより、旧町村の大字を継承した31大字と大字なしの地区（旧西郡村）で成立した。

### 成立当初の大字名
旧龍華町
- 植松（1979年廃止）
- 亀井（2004年廃止）
- 竹渕（1985年廃止）
- 安中（1980年代頃廃止）
- 渋川（2004年廃止）
- 太子堂（1972年廃止）

旧八尾町
- 穴太（1962年廃止）
- 今井（1975年廃止）
- 萱振（1962年廃止）
- 木戸（1964年廃止）
- 小阪合（1964年廃止）
- 西郷（1964年廃止）
- 佐堂（1962年廃止）
- 庄之内（1964年廃止）
- 成法寺（1975年廃止）
- 大信寺（1960年廃止）
- 東郷（1964年廃止）
- 別宮（1980年代頃廃止）
- 八尾（1974年廃止）
- 八尾座（1979年廃止）
- 八尾中野（1962年廃止）
- 山本（1961年廃止）

旧久宝寺村
- 久宝寺（2004年廃止）
- 顕証寺（1966年廃止）
- 三津村（1966年廃止）

旧大正村
- 北木本（1972年廃止）
- 木本
- 南木本（1984年廃止）
- 太田（1984年廃止）
- 丹北太田（1984年廃止）
- 沼（1984年廃止）

旧西郡村
大字を設置せず

### 町字の設置
1951年（昭和26年）
- 植松一本松町（植松・安中の一部より、1964年廃止）
- 植松立花町（植松の一部より、1964年廃止）
- 植松松山町（植松の一部より、1964年廃止）
- 植松溝の側町（植松の一部より、1964年廃止）
- 植松陽光園町（植松の一部より、1964年廃止）

1952年（昭和27年）
- 亜古瀬町（渋川・亀井の各一部より、1967年廃止）
- 跡部北の町（亀井の一部より、1967年廃止）
- 川原町（亀井の一部より、1967年廃止）
- 五反地町（渋川の一部より、1972年廃止）
- 釈加山町（亀井の一部より、1967年廃止）
- 渋川南の町（渋川・久宝寺の各一部より、1964年廃止）
- 神武町（亀井・久宝寺の一部より）
- 専光寺町（亀井の一部より、1967年廃止）
- 高鳥町（亀井の一部より、1967年廃止）
- 佃町（太子堂・亀井の各一部より、1966年廃止）
- 十倉町（植松・渋川・亀井の各一部より、1967年廃止）
- 西口町（渋川の一部より、1964年廃止）
- 沼の町（植松・亀井・渋川の各一部より、1967年廃止）
- 野上町（植松・太子堂・渋川の各一部より、1964年廃止）
- 八反地町（渋川・亀井・久宝寺の各一部より、1972年廃止）
- 広田町（太子堂・植松の各一部より、1964年廃止）
- 三池町（植松・渋川の各一部より、1964年廃止）

1955年（昭和30年）
河内市の一部を編入
- 福万寺（1961年廃止）
- 上之島（1961年廃止）

中河内郡南高安町・曙川村・高安村を編入
旧南高安町
- 恩智
- 垣内
- 教興寺
- 黒谷
- 神宮寺

旧曙川村
- 刑部
- 柏村（1996年廃止）
- 中田（1975年廃止）
- 東弓削
- 都塚
- 八尾木

旧高安村
- 大竹（1987年廃止）
- 楽音寺
- 神立
- 千塚
- 水越（1987年廃止）
- 大窪
- 郡川
- 服部川
- 万願寺（1961年廃止）
- 山畑

1957年（昭和32年）
南河内郡志紀町を編入
- 老原（1984年廃止）
- 田井中（1984年廃止）
- 天王寺屋（1989年廃止）
- 二俣（2010年代頃廃止）
- 弓削（1989年廃止）

1960年（昭和35年）
- 泉町1 - 3丁目（旧西郡村の一部より）
- 桂町1 - 6丁目（旧西郡村の一部より）
- 北本町1 - 2丁目（1962年から1 - 4丁目、西郷・東郷・木戸・萱振・八尾の各一部より）
- 光南町1 - 2丁目（八尾の一部より）
- 幸町1 - 6丁目（旧西郡村の一部より）
- 栄町1 - 2丁目（八尾・大信寺・安中の各一部より）
- 佐堂町1 - 3丁目（佐堂の一部より）
- 清水町1 - 2丁目（八尾の一部より）
- 新家町1 - 8丁目（旧西郡村の一部より）
- 末広町1 - 5丁目（穴太・西郷・三津村・佐堂の各一部より）
- 高砂町1 - 5丁目（旧西郡村の一部より）
- 東本町1 - 5丁目（八尾・東郷・庄之内・木戸・西郷・成法寺の各一部より）
- 本町1 - 7丁目（西郷・八尾・木戸・東郷・大信寺・穴太の各一部より）
- 南本町1 - 8丁目（1972年から1 - 9丁目、庄之内・八尾・成法寺・東郷・今井・別宮・八尾座・植松・安中の各一部より）
- 宮町1 - 2丁目（1962年から1 - 6丁目、穴太・佐堂・萱振の各一部より）
- 山賀町1 - 6丁目（旧西郡村の一部より）
- 山城町1 - 2丁目（1962年から1 - 5丁目、西郷・東郷・萱振の各一部より）

1961年（昭和36年）
- 上尾町1 - 9丁目（上之島・福万寺の各一部より）
- 上之島町北1 - 6丁目（上之島の一部より）
- 上之島町南1 - 7丁目（上之島の一部より）
- 小阪合町1 - 4丁目（小阪合の一部より）
- 西山本町1 - 7丁目（八尾中野・小阪合・庄之内・成法寺・東郷・木戸・八尾の各一部より）
- 東山本新町1 - 7丁目（1972年から1 - 9丁目、万願寺・山本・服部川・郡川の各一部より）
- 東山本町1 - 9丁目（万願寺の一部より）
- 福栄町1 - 4丁目（福万寺の一部より）
- 福万寺町1 - 8丁目（福万寺の一部より）
- 福万寺町北1 - 6丁目（福万寺の一部より）
- 福万寺町南1 - 6丁目（福万寺の一部より）
- 南小阪合町1 - 5丁目（小阪合・成法寺・庄之内・今井・東郷・別宮の各一部より）
- 山本高安町1 - 2丁目（山本・黒谷・教興寺・万願寺・柏村の各一部より）
- 山本町1 - 5丁目（山本・小阪合の各一部より）
- 山本町北1 - 8丁目（山本・八尾中野・上之島・福万寺・旧西郡村の各一部より）
- 山本町南1 - 7丁目（1974年から1 - 8丁目、山本・小阪合・万願寺・成法寺・東郷・今井・別宮・中田・八尾の各一部より）

1962年（昭和37年）
- 旭ケ丘1 - 5丁目（木戸・東郷・庄之内・西郷・八尾・成法寺・小阪合・八尾中野の各一部より）
- 萱振町1 - 7丁目（萱振・庄之内・東郷・西郷・木戸の各一部より）
- 久宝園1 - 3丁目（西郷・佐堂の各一部より）
- 楠根町1 - 5丁目（萱振・西郷の各一部より）
- 小畑町1 - 4丁目（萱振の一部より）
- 桜ケ丘1 - 3丁目(1983年から1 - 4丁目、成法寺・庄之内・東郷・西郷・木戸・八尾の各一部より)
- 堤町1 - 3丁目（萱振・東郷・八尾中野・西郷・木戸・庄之内・八尾の各一部より）
- 長池町1 - 5丁目（萱振の一部より）
- 光町1 - 2丁目（東郷・西郷・木戸・八尾の各一部より）
- 美園町1 - 4丁目（佐堂の一部より）
- 緑ケ丘1 - 5丁目（萱振・木戸・東郷・庄之内・西郷・八尾中野の各一部より）

1964年（昭和39年）
- 相生町1 - 3丁目（1973年から1 - 4丁目、植松・安川・老原の各一部より）
- 青山町1 - 5丁目（八尾・成法寺・小阪合・東郷・今井・庄之内・別宮の各一部より）
- 明美町1 - 2丁目（八尾・植松陽光園町・植松松山町の各一部より）
- 植松町1 - 8丁目（安中・植松・渋川・野上町・渋川南の町・太子堂の各一部より）
- 春日町1 - 4丁目（渋川・渋川南の町・三池町・十倉町・植松・野上町の各一部より）
- 渋川町1 - 5丁目（1972年から1 - 7丁目、久宝寺・安中・渋川・西口町・五反地町の各一部より）
- 荘内町1 - 2丁目（八尾・成法寺・庄之内・東郷・西郷・木戸の各一部より）
- 高町（安中・久宝寺の各一部より）
- 高美町1 - 3丁目（1972年から1 - 7丁目、八尾・成法寺・庄之内・今井・別宮・八尾座・安中の各一部より）
- 永畑町1 - 3丁目（植松・老原の各一部より）
- 東太子1 - 2丁目（三池町・十倉町・広田町・野上町・植松・太子堂の各一部より）
- 松山町1 - 2丁目（八尾・植松松山町の各一部より）
- 安中町1 - 9丁目（植松・安中・植松立花町・渋川・植松一本松町・植松陽光園町・植松松山町・植松溝の側町の各一部より）
- 陽光園1 - 2丁目（八尾・植松陽光園町・植松立花町の各一部より）
- 若草町（八尾・成法寺・庄之内・小阪合・東郷・木戸の各一部より）

松原市の一部を編入
- 若林町（松原市若林町の一部より、1980年廃止）

1966年（昭和41年）
- 北久宝寺1 - 3丁目（久宝寺の一部より）
- 久宝寺1 - 6丁目（久宝寺の一部より）
- 太子堂1 - 5丁目（十倉町・佃町・沼の町・跡部北の町・太子堂・亀井の各一部より）
- 西久宝寺（久宝寺の一部より）
- 東久宝寺1 - 3丁目（顕証寺と久宝寺・安中・三津村の各一部より）
- 南太子堂1 - 6丁目（植松・太子堂の各一部より）

1967年（昭和42年）
- 跡部北の町1 - 3丁目（跡部北の町・十倉町・沼の町・亜古瀬町・渋川・亀井の各一部より）
- 跡部本町1 - 4丁目（沼の町・跡部北の町・亀井・専光寺町・川原町の各一部より）
- 跡部南の町1 - 2丁目（亀井・太子堂の各一部より）
- 亀井町1 - 4丁目（専光寺町・川原町・亀井・釈加山町・高鳥町の各一部より）
- 北亀井町1 - 3丁目（専光寺町・亜古瀬町・跡部北の町・釈加山町・高鳥町・亀井の各一部より）
- 南亀井町1 - 5丁目（亀井・太子堂の各一部より）

1972年（昭和47年）
- 北木の本1 - 5丁目（北木本・太子堂・南木本の各一部より）
- 木の本1 - 2丁目(1984年から1 - 3丁目、南木本・木本の各一部より)
- 高安町北1 - 7丁目（教興寺・黒谷・郡川の各一部より）
- 高安町南1 - 7丁目（教興寺・黒谷・垣内の各一部より）
- 西木の本1 - 4丁目（木本の一部より）
- 西高安町1 - 5丁目（水越・大竹・楽音寺の各一部より）
- 東町1 - 6丁目（服部川・大窪・山畑・千塚の各一部より）
- 南植松町1 - 5丁目（植松の一部より）
- 南木の本1 - 7丁目(1984年から1 - 9丁目、南木本・北木本の各一部より)
- 南久宝寺1 - 3丁目（久宝寺・八反地町・五反地町の各一部より）

1973年（昭和48年）
- 老原1 - 9丁目（老原・田井中・南木本の各一部より）

1974年（昭和49年）
- 志紀町1 - 3丁目（弓削・二俣の各一部より）
- 志紀町西1 - 4丁目（老原・弓削・田井中の各一部より）
- 田井中1 - 4丁目（老原・田井中の各一部より）
- 天王寺屋1 - 2丁目(1989年から1 - 7丁目、植松・安中・老原・天王寺屋の各一部より)
- 東老原1 - 2丁目（老原の一部より）
- 弓削町南1 - 3丁目（弓削の一部より）
- 弓削町1 - 3丁目（弓削の一部より）

1975年（昭和50年）
- 刑部1 - 4丁目（刑部の一部より）
- 中田1 - 5丁目（今井・中田・成法寺と別宮の一部より）
- 八尾木北1 - 6丁目（八尾木の一部より）

1976年（昭和51年）
- 太田1 - 9丁目（太田・丹北太田の各一部より）

1977年（昭和52年）
- 沼1 - 4丁目（沼の一部より）

1979年（昭和54年）
- 曙町1 - 4丁目（安中・天王寺屋・老原の各一部と八尾座・植松より）
- 志紀町南1 - 4丁目（二俣・弓削の各一部より）
- 東弓削1 - 3丁目（天王寺屋・東弓削・都塚の各一部より）
- 八尾木1 - 6丁目（八尾木の一部より）
- 八尾木東1 - 3丁目（八尾木・都塚の各一部より）

1980年（昭和55年）
- 若林町1 - 3丁目（若林町と木本・丹北太田・太田の各一部より）

1981年（昭和56年）
- 恩智北町1 - 4丁目（恩智の一部より）
- 恩智中町1 - 5丁目（恩智・柏村・二俣の各一部より）
- 恩智南町1 - 5丁目（恩智・二俣の各一部より）
- 神宮寺1 - 5丁目（神宮寺の一部より）

1982年（昭和57年）
- 柏村町1 - 4丁目（柏村・刑部・垣内の各一部より）

1984年（昭和59年）
- 太田新町1 - 9丁目（丹北太田と太田・田井中・弓削の各一部より）
- 空港1 - 2丁目（老原・田井中・南木本・木本・太田の各一部より）
- 西弓削1 - 3丁目（沼と弓削の一部より）
- 大竹1 - 8丁目
- 楽音寺1 - 7丁目

1985年（昭和60年）
- 竹渕1 - 5丁目
- 竹渕西1 - 5丁目
- 竹渕東1 - 4丁目

1987年（昭和62年）
- 神立1 - 6丁目
- 千塚1 - 3丁目
- 水越1 - 8丁目

1989年（昭和64年 / 平成元年）
- 二俣1 - 3丁目

1990年（平成2年）
- 垣内1 - 6丁目
- 教興寺3 - 7丁目（1992年から1 - 7丁目）
- 黒谷1 - 6丁目

1991年（平成3年）
- 郡川1 - 6丁目（郡川・黒谷の各一部より）

1994年（平成6年）
- 服部川1 - 9丁目（服部川・大窪・郡川の各一部より）

1996年（平成8年）
- 曙川東1 - 8丁目（柏村・都塚・二俣の各一部より）
- 都塚1 - 4丁目（柏村・刑部・都塚の各一部より）

2004年（平成16年）
- 龍華町1 - 2丁目（植松・久宝寺と渋川・亀井・北亀井町3丁目の各一部より）

2019年（平成31年 / 令和元年）
- 都塚北1 - 2丁目
- 都塚南1 - 2丁目

## 参考資料
- 角川日本地名大辞典 27 大阪府（1983年、角川書店）